# Предста Царица

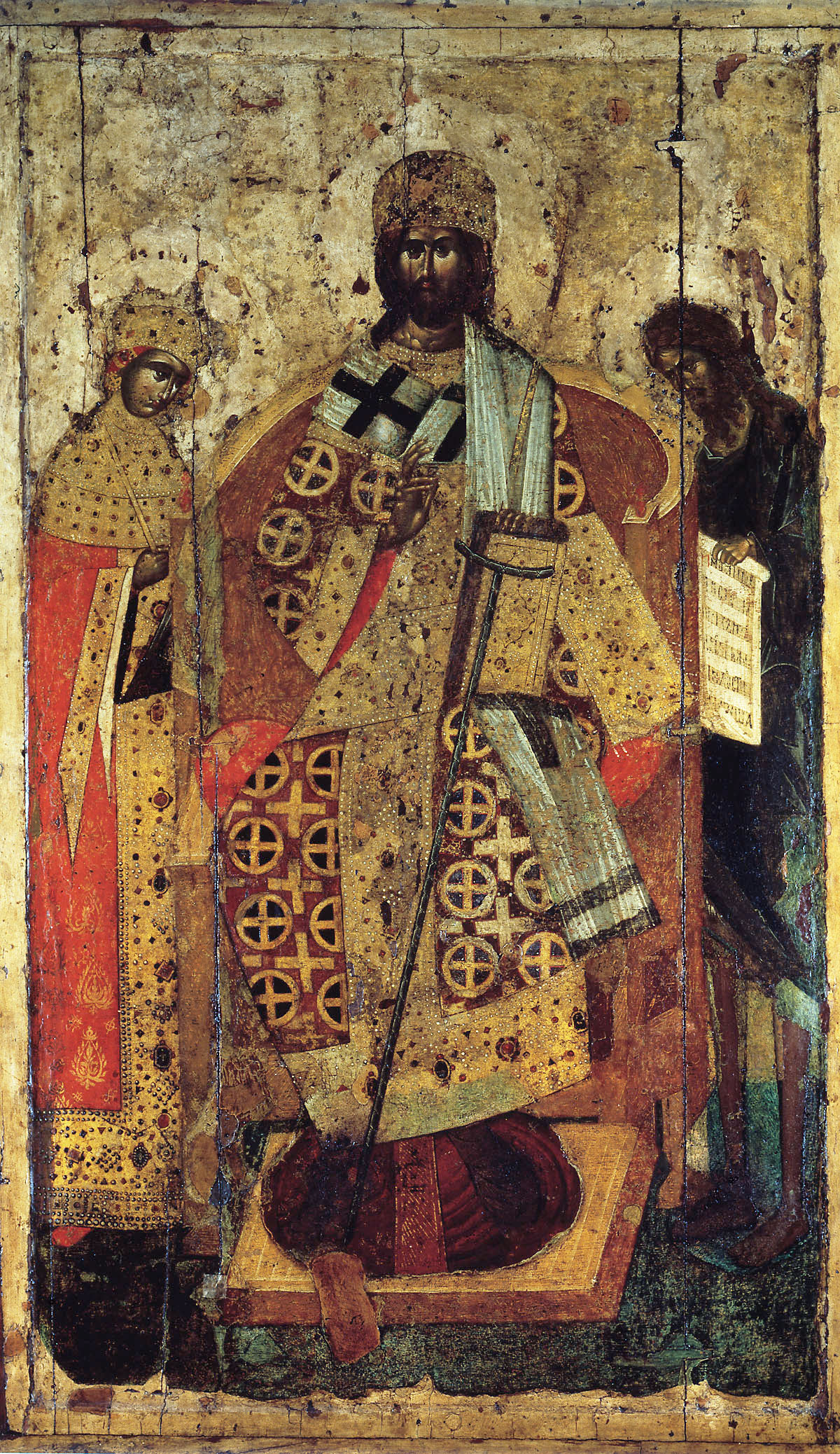
«Предста Царица» (икона конца XIV века, Успенский собор Московского Кремля)

«Предста́ Цари́ца одесну́ю Тебе́» (Царский деисус) — иконографический тип деисуса. Изображает сидящего на троне Иисуса Христа в иконографии, сочетающий детали типов «Царь царем» и «Великий Архиерей» и по сторонам от него Богородицу в царских одеждах и Иоанна Предтечу.
Иконография иллюстрирует текст 44-го псалма: «Предста Царица одесную Тебе, в ризы позлащенны одеяна, преиспещренна…» в его экзгетическом толковании: царь — Иисус Христос, царица — Богоматерь (Церковь). Иконография возникла в византийском искусстве XIV—XV веков (древнейший пример изображения — роспись церкви Успения монастыря Трескавец в Македонии, между 1334 и 1343 годами) и вскоре стала известна и в России. На ряде первых известных изображений «Предста Царица» (фреска в Зауме, близ Охрида — 1361 год, Марков монастырь — 1370 год) отсутствует изображение Иоанна Крестителя. Его заменяет фигура царя Давида или другого ветхозаветного пророка.
На иконах «Предста Царица» Иисус изображается сидящим на престоле в царской далматике и лоре (поверх них может изображаться омофор), на голове корона-камилавка с подвесками, в руки помещены Евангелие и жезл (иногда посох). Изображение Христа сопровождают надписи «Царь Царем», «Судия праведный», «Грозный Судия». Богородица изображается слева от Иисуса в молитвенном положении. На ней царские одежды и корона. В её руке может находиться свиток с молитвой, обращённой к Иисусу. Справа от Иисуса в традиционных для него одеждах изображается Иоанн Креститель, в руках которого находится свиток.